# Melanchra suffusa
Melanchra suffusa là một loài bướm đêm trong họ Noctuidae.